# 4159 Freeman
För andra betydelser, se Freeman.
4159 Freeman eller 1989 GK är en asteroid i huvudbältet som upptäcktes 5 april 1989 av den amerikanske astronomen Eleanor F. Helin vid Palomar-observatoriet. Den är uppkallad efter Ann Freeman.
Asteroiden har en diameter på ungefär 17 kilometer.